# Radenko Kneževič
Radenko Kneževič, slovenski nogometaš in trener, * 24. januar 1979.
Kneževič je nekdanji profesionalni nogometaš, ki je igral na položaju napadalca. V svoji karieri je igral za slovenske klube Tabor Sežana, Domžale, Koper in Aluminij ter ob koncu sezone za italijanski Napoli in Kras Repen. Skupno je v prvi slovenski ligi odigral 34 tekem in dosegel sedem golov. Petkrat je zaigral za slovensko reprezentanco do 21 let in dosegel en gol. Po končani karieri je ostal pri Krasu kot trener in nogometni selektor, ki ga z enoletnim presledkom vodi od leta 2015.